# Sre Ambel
Sre Ambel est une ville située dans la province de Kaoh Kong, au Cambodge.

## Démographie
Au recensement de 2019, sa population est d'environ 11 000 habitants.